# Rock of Cashel

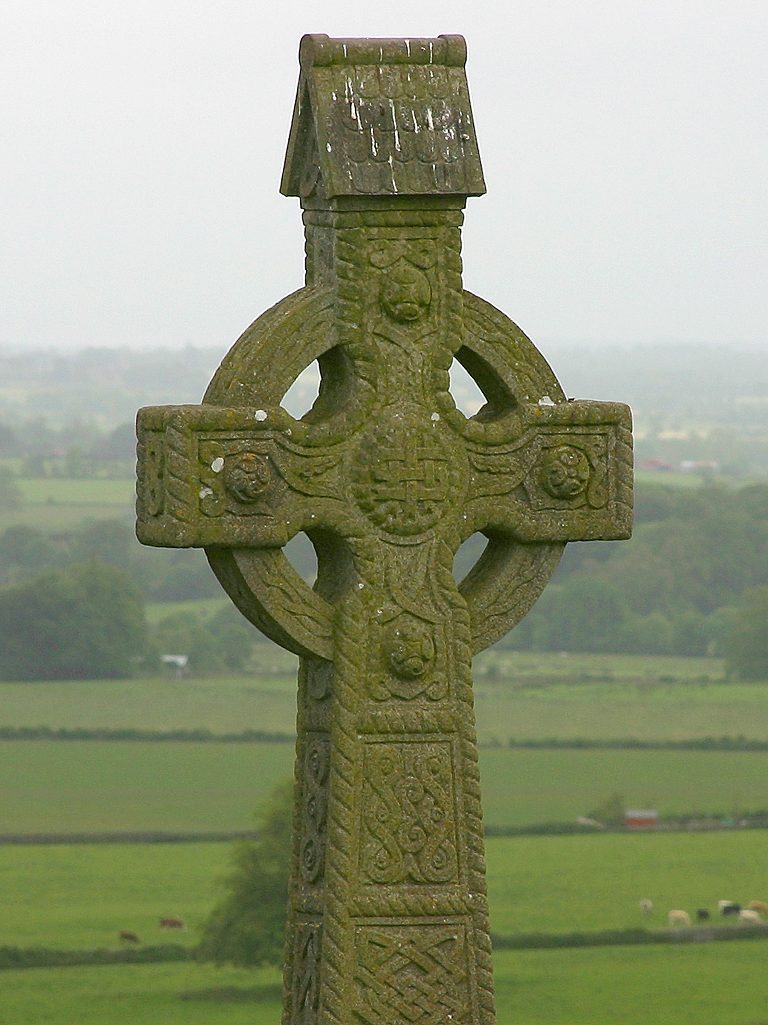
Krzyż celtycki

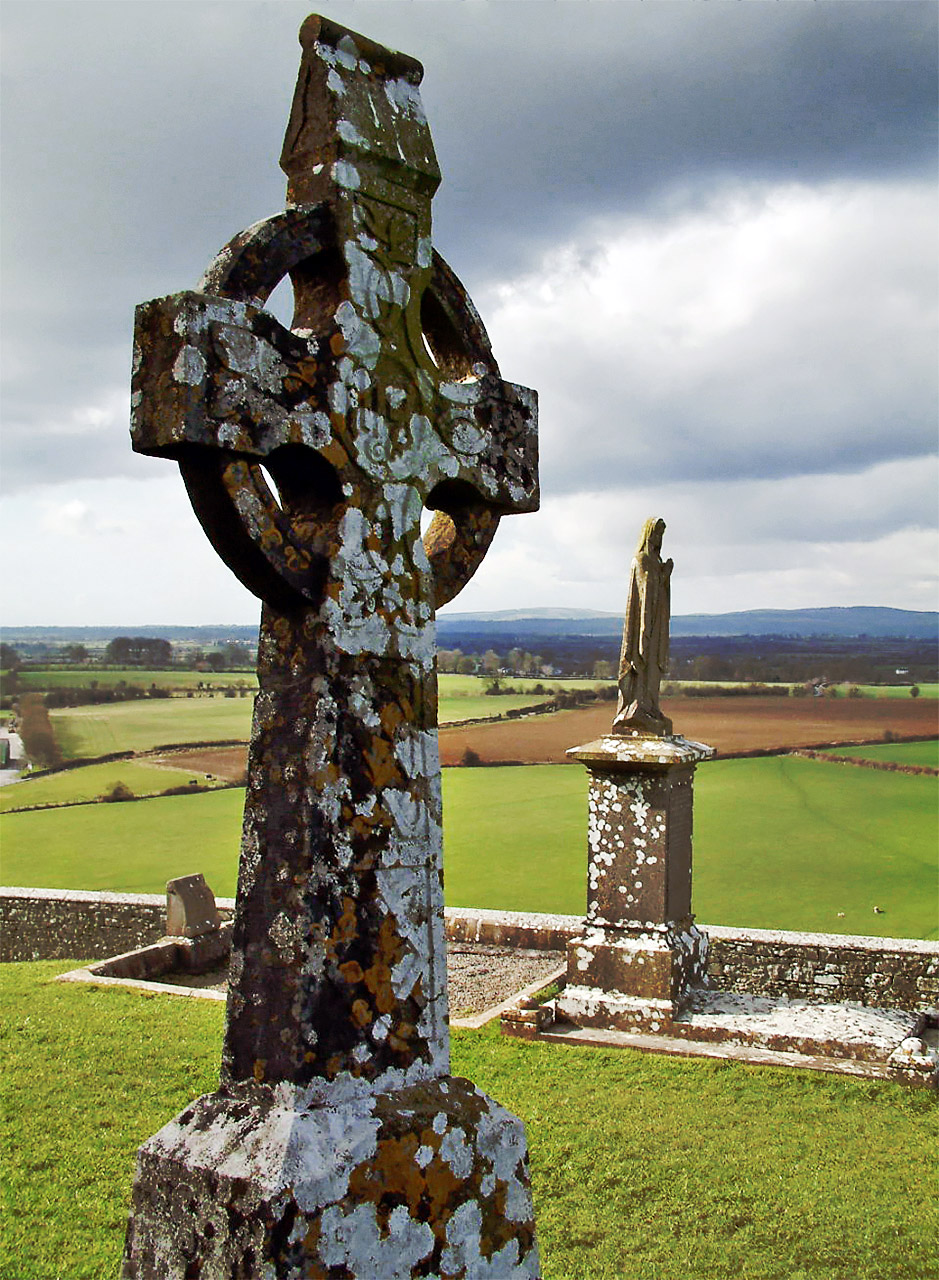
Krzyż celtycki

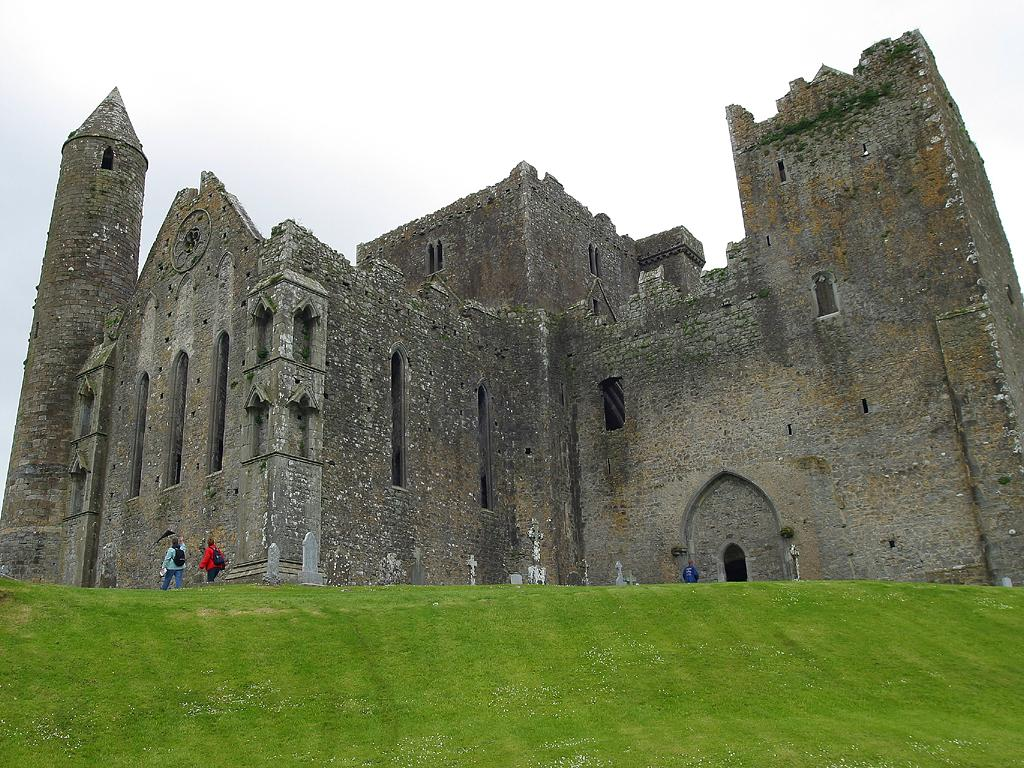
Twierdza Rock of Cashel

Rock of Cashel (irl. Carraig Phadraig) – zespół średniowiecznych budowli sakralno-obronnych w Cashel, (hrabstwo Tipperary, Irlandia) położony na stromym wapiennym wzgórzu. Słowo cashel jest zanglicyzowaną wersją irlandzkiego słowa caiseal oznaczającego twierdzę.
W 2010 roku pięć siedzib królewskich, w tym Rock of Cashel, zostało wpisanych na irlandzką listę informacyjną UNESCO – listę obiektów, które Irlandia zamierza rozpatrzyć do zgłoszenia do wpisu na listę światowego dziedzictwa UNESCO.

## Legendy i historia
Wedle legendy skała została utworzona przez Szatana, który przelatywał nad tym miejscem z wielkim głazem w zębach. Gdy zobaczył św. Patryka szykującego się do postawienia nowego kościoła w tym miejscu, wstrząśnięty upuścił ów kamień, tworząc Rock of Cashel.
Przypuszcza się, że miejsce było w przeszłości ośrodkiem druidycznym. Od IV w. królowie Munsteru wykorzystywali je do celów ceremonialnych. Według legendy św. Patryk ochrzcił tu króla Aengusa.
Inna legenda mówi, że to tu św. Patryk zerwał koniczynę, by na jej przykładzie tłumaczyć miejscowym ideę Trójcy Świętej – trzech bytów (trzy listki), stanowiących w rzeczywistości jedno. Od tego zdarzenia przyjęto koniczynę za nieoficjalny symbol Irlandii.
Po chrzcie św. Patryka w V w. ważne centrum chrześcijańskie. W XII w. większą część skały przekazano kościołowi. W 1647 roku, podczas najazdu wojsk angielskich, zniszczeniu uległo wiele budynków, z których część została odrestaurowana na przełomie XIX i XX w.

## Elementy kompleksu

### Cormac's Chapel (Kaplica Cormaca)
Jest to najstarszy kościół irlandzki. Pochodzi z lat 1127–1134. W architekturze obiektu widać wyraźne wpływy kontynentalne, np. bliźniacze kwadratowe wieże, tympanony nad okazałą bramą północną. Nad tym wejściem (niegdyś głównym, obecnie zamurowanym) wyrzeźbiono bestię, łapaną przez centaura w normańskim hełmie, jednocześnie pożerającą inną bestię. Sześć rzędów filarów tworzy portyk przykryty dachem. Na zwieńczeniach łuków znajdują się ludzkie głowy, fantastyczne zwierzęta, żłobienia, woluty i kapitele. Na ścianie na wprost wejścia znajdują się potrójne arkady z dużym okrągłym oknem, będącym niegdyś źródłem światła dla całej kaplicy. W przeszłości wnętrze było pomalowane na żywe kolory, o czym świadczą ślady widoczne jeszcze nad ołtarzem i arkadami. Pod ścianą znajduje się sarkofag z XII w., w którym pochowano ponoć króla Cormaca.

### Hall of the Vicars (Salon Kantorów)
Zbudowany w XV w. dla ośmiu osób śpiewających do mszy (meistersingers). Na dole znajduje się oryginalny krzyż św. Patryka, którego cokół to według tradycji kamień koronacyjny królów Munsteru. Z jednej strony krzyża znajduje się rzeźba Jezusa, a z drugiej św. Patryka. Lewe ramię wsparte jest na podpórce (druga się nie zachowała), która prawdopodobnie symbolizuje łotra ukrzyżowanego wraz z Chrystusem. Krzyż pozbawiony jest charakterystycznej dla krzyży irlandzkich „aureoli”. Na piętrze budowli znajduje się sala główna z przegrodami i galerią minstreli oraz sypialnie.

### Katedra
Budowę katedry z wapieni rozpoczęto ok. lat 30. XIII w. Początkowo miała być w stylu anglo-normańskim, z gotyckimi łukami i oknami, lecz ostatecznie powstała bez pomocy i wzorców z zagranicy. Zdobi ją ciąg okien lancetowych oraz okna czterolistne (głównie w prezbiterium). Smukłe okna pierwszego typu zostały zmniejszone w celu poprawy bezpieczeństwa miejsca przed najazdami. Zarówno prezbiterium jak i nawa nie mają bocznych obejść. Nawa została skrócona, by zrobić miejsce dla wieży, która pełniła funkcje obronne i była rezydencją biskupa. W rezultacie nawa jest krótsza od prezbiterium. Nad nawą widać ślady po dźwigniach, świadczące o istnieniu sali o drewnianej podłodze z wejściem od strony wieży.

### Wieża środkowa
Wieża wsparta jest na czterech gotyckich łukach opartych na wyjątkowo szerokich filarach połączonych sklepieniem. Na szczyt można wejść krętymi schodami.

### Okrągła wieża
28-metrowa wieża jest najstarszą budowlą Rock of Cashel. Zwężający się ku górze kształt sugeruje, że może pochodzić z X w., jakkolwiek według oficjalnych szacunków datowana jest na XII w. Liczne okienka zapewniają widok na wszystkie strony świata. Drzwi wejściowe znajdowały się pierwotnie 3,5 m nad ziemią.

### OkoliceRock of Cashel
U podnóża skały znajdują się ruiny XIII-wiecznego Hore Abbey, będącego ostatnim klasztorem cysterskim ukończonym przed reformacją. Wybudowany został prawdopodobnie przez budowniczych katedry. W mieście można zwiedzać też słabo zachowane ruiny opactwa św. Dominika. W okolicy znajduje się niewielki skansen Cashel Folk Village. Idąc z opactwa „Biskupią Ścieżką”, napotka się Palace Hotel z 1730 roku.